# Herb gminy Brzeziny (województwo wielkopolskie)
Herb gminy Brzeziny – symbol gminy Brzeziny.

## Wygląd i symbolika
Herb przedstawia na tarczy dzielonej w rosochę w polu górnym błękitnym złotą rybę (nawiązującą do miejscowych stawów rybnych), w polu lewym czerwonym zieloną paproć (symbol rezerwatu przyrody Brzeziny), natomiast w polu prawym zielonym białą brzozę, symbolizującą nazwę gminy i miejscowe lasy. 